# Dan Butler

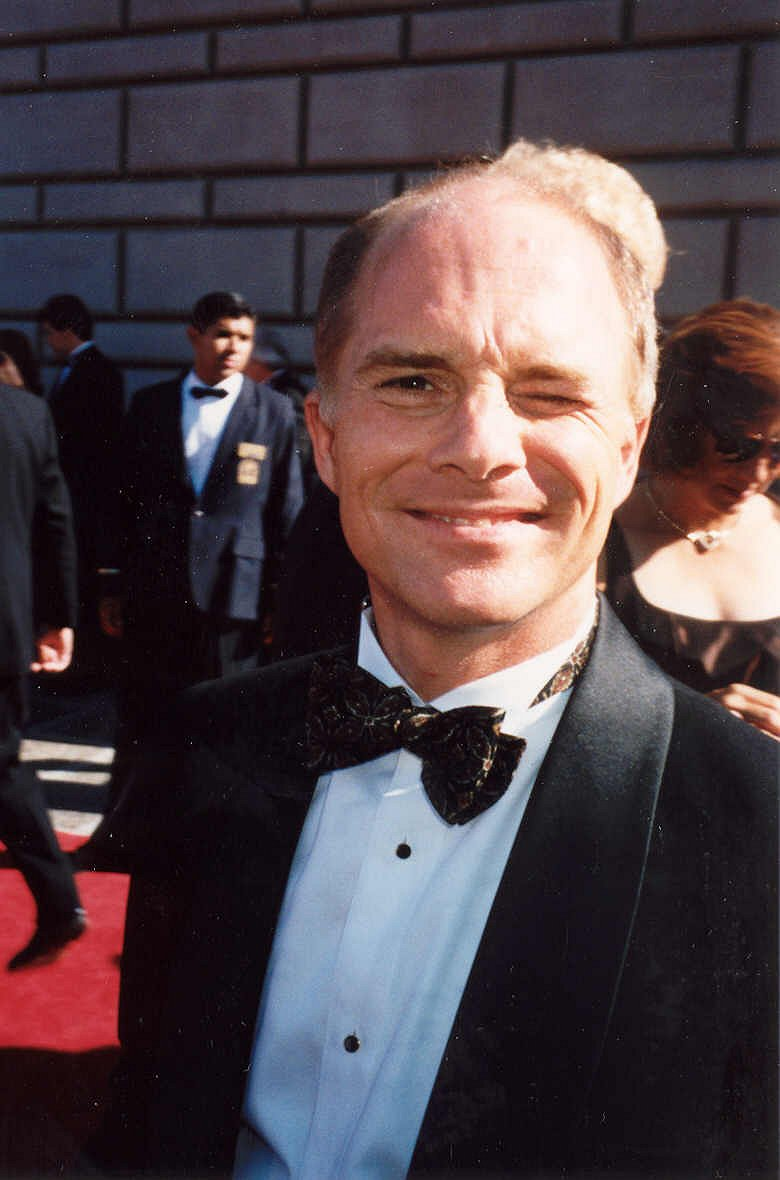
Dan Butler (1995)

Daniel "Dan" Eugene Butler (* 2. Dezember 1954 in Fort Wayne, Indiana) ist ein US-amerikanischer Schauspieler. Butler wurde vor allem in der Rolle des macho- bzw. proletenhaften Sportmoderators Bob "Bulldog" Briscoe in der Comedy-Serie Frasier bekannt, die er von 1993 bis 2004 verkörperte.

## Leben
Butler wuchs als Sohn des Apothekers Andrew Butler und seiner Ehefrau Shirley in Fort Wayne auf. In den 1980er Jahren wandte er sich der Schauspielerei zu.
Sein Partner ist der Schauspiellehrer und Regisseur Richard Waterhouse.

## Karriere
Erste Aufmerksamkeit konnte Butler 1989 durch eine Rolle in Terrence McNallys Schauspiel The Lisbon Traviata auf sich ziehen. Zu dieser Zeit schrieb er auch ein autobiographisches Off Broadway-Bühnenstück mit dem Titel „The Only Thing Worse You Could Have Told Me…“. Der Titel bezieht sich auf einen Kommentar von Butlers Vater, den dieser machte, als Dan Butler sich gegenüber diesem outete.
In den frühen 1990er Jahren begann Butler verstärkt Nebenrollen in humoristischen Fernsehserien zu übernehmen. Nachdem er seit 1991 einen regelmäßigen Part in der Serie Roseanne gespielt hatte, übernahm Butler 1993 seine bis dato bekannteste Rolle als Bob "Bulldog" Briscoe in der Serie Frasier. Als flegelhaft-hormongesteuerter Radiomoderator einer Sportinformationssendung bildete Butler bis 2004 einen Gegenpol zur eingebildet-elitären Titelfigur der Serie, Frasier Crane. Die Reibungen und komischen Szenen und Verwicklungen, die sich quasi zwangsläufig zwischen den beiden ungleichen Männern ergaben, bildeten einen wiederkehrenden Handlungsstrang (Subplot) der Serie.
Butler ist als Bulldog einem breiten Publikum als Macho bekannt. Er ist homosexuell, wie er 1994 als Gast in der Unterhaltungssendung Entertainment Tonight enthüllte.

## Filmografie (Auswahl)

### Fernsehen
- 1992: Columbo: Bluthochzeit (No Time to Die)
- 1992–1993: Roseanne (3 Folgen)
- 1993–2004: Frasier (53 Folgen)
- 1995: Akte X – Die unheimlichen Fälle des FBI (The X-Files, Folge 2x14)
- 1997–2002: Hey Arnold! (34 Folgen)
- 1998: Star Trek: Raumschiff Voyager – Folge "Vis a Vis"
- 2005: Malcolm mittendrin (Malcolm in the Middle, 1 Folge)
- 2005: Supernatural (Staffel 1, Folge 7)
- 2007: Monk (Staffel 5, Folge 16)
- 2010: Criminal Intent – Verbrechen im Visier (Law & Order: Criminal Intent, 1 Folge)
- 2014: Detective Laura Diamond (The Mysteries of Laura, 1 Folge)
- 2016: Banshee – Small Town. Big Secrets. (Banshee, 2 Folgen)
- 2016: Blue Bloods – Crime Scene New York (Blue Bloods, 1 Folge)
- 2017: Der Nebel (The Mist) (6 Folgen)
- 2018: Elementary (1 Folge)
- 2019: Stadtgeschichten (Tales of the City, Folge 1x04)
- 2023: The Blacklist (1 Folge)

### Film
- 1989: Freundschaft fürs Leben (Longtime Companion)
- 1990: Der lange Weg (The Long Walk Home)
- 1991: Das Schweigen der Lämmer (The Silence of the Lambs)
- 1993: Dave
- 1994: I Love Trouble – Nichts als Ärger (I Love Trouble)
- 1996: The Fan
- 1998: Der Staatsfeind Nr. 1 (Enemy of the State)
- 2009: Prayers for Bobby
- 2017: Hey Arnold! Der Dschungelfilm (Hey Arnold! The Jungle Movie)
- 2020: All my Life – Liebe, als gäbe es kein Morgen (All My Life)
- 2022: Blond (Blonde)

## Quellnachweise
1. ↑  http://www.filmreference.com/film/18/Dan-Butler.html
2. ↑  Butler, Dan (b. 1954) (Memento vom 18. September 2011 im Internet Archive)